# Маяк острова Рам
Маяк острова Рам (англ. Ram Island Light) — маяк, розташований на острові Рам на вході в гавань міста Бутбей, округ Лінкольн, штат Мен, США. Побудований у 1883 році. Автоматизований у 1965 році.

## Історія
Природна гавань міста Бутбей була дуже зручна для торговельних суден: вона була досить глибокою для них і добре захищала суду під час шторму. У XIX столітті торгові потоки через місто постійно зростали, сам він став центром торгівлі і суднобудування, і 3 березня 1837 року Конгрес США виділив 5 000$ на будівництво маяка на вході в гавань з боку острова Фішерменс, щоб зробити протоку між островом і материком безпечним для судноплавства. Однак, після відвідування передбачуваного місця будівництва, комісія прийшла до висновку, що вже існуючих маяків достатньо для безпечного судноплавства. Але подальше збільшення інтенсивності судноплавства в регіоні призвело до того, що через 45 років це рішення було переглянуто і 7 серпня 1882 року Конгрес США виділив 25 000$ на будівництво маяка. Навесні 1883 року будівля маяка, що має вигляд циліндричної вежі висотою 11 метрів, побудованої з цегли на гранітному фундаменті, що розташована на невеличкій скелі недалеко від берега. Комплекс будівель маяка також включав будинок зберігача, міст, котельню, елінг і пристань. Маяк був автоматизований Береговою охороною США у 1965 році. Оригінальна лінза Френеля була вкрадена після автоматизації, але незабаром її знайшли, і зараз вона знаходиться в музеї Історичного товариства регіону Бутбей. 
У 1988 році маяк був включений в Національний реєстр історичних місць.